# Josep Torredeflot i Solé
Josep Torredeflot i Solé, també conegut com a Torredeflot I, (Barcelona, 1907 o 1908 - Barcelona, 30 de juliol de 1976) fou un futbolista català de les dècades de 1920 i 1930.

## Trajectòria
Germà del també futbolista Domènec Torredeflot, jugava a la posició de defensa esquerre. Començà jugant al FC Poble Nou l'any 1926, passant la següent temporada a la Unió Esportiva de Sants. Després des sis temporades al club blanc i verd, el 1933 fou fitxat pel Girona FC, malgrat els rumors que el situaven al València CF. Romangué al club gironí fins a la dècada de 1940, acabant la seva carrera novament al Sants. Fou un habitual de la selecció catalana de futbol amb la qual disputà 7 partits entre 1929 i 1937.